# Totale mesorectale excisie
Totale mesorectale excisie (TME) is een gestandaardiseerde chirurgische operatieprocedure voor de behandeling van endeldarmkanker. Het percentage recidieven is na de invoering van deze methode duidelijk verminderd. Bijkomstige voordelen van de methode is de gedeeltelijke vermijding van problemen met mictie en seksuele storingen, omdat de plexus hypogastricus gespaard blijft. In veel medische richtlijnen wordt de methode als gouden standaard bij tumoren in het middelste en onderste derde van de endeldarm beschouwd.

## Methode
De Britse chirurg R.J. Heald, die de methode ontwikkeld heeft, ontdekte dat bij de resectie van endeldarmtumoren vaak metastasen te vinden zijn in het vetweefsel om de endeldarm heen ("mesorectum"). Daarom werd dit omgezet in een methode waarbij het gehele mesorectum met al diens lymfklieren verwijderd wordt om lokale recidieven te vermijden.
Een TME kan in combinatie met een Low Anterior Resection (LAR) of een Abdomino-Perineale Resectie (APR/ "rectum amputatie") worden uitgevoerd. Bij een LAR wordt de anus behouden, bij een APR wordt de anus mee verwijderd.

## Postoperatieve klachten
Ongewild urineverlies komt postoperatief voor bij 33,7% van de geopereerde mensen. Fecale incontinentie komt postoperatief voor bij 38.8% van de geopereerde personen. Ook seksuele disfuncties kunnen postoperatief optreden. Deze problemen kunnen ontstaan door zenuwschade. Bekkenfysiotherapie is effectief gebleken bij klachten na een LAR bij het verbeteren van incontinentie, stoelgangsfrequentie en kwaliteit van leven.